# Massepha cuprescens
Massepha cuprescens là một loài bướm đêm trong họ Crambidae.